# 리얼TV 경찰24시
리얼TV 경찰24시는 1997년 10월 13일부터 2004년 11월 8일까지 방송되었던 iTV 경인방송의 시사·교양 프로그램이다.

## 역대 방송시간
| 방송 채널 | 방송 기간                           | 방송 시간                       | 방송 분량 |
| --------- | ----------------------------------- | ------------------------------- | --------- |
| iTV       | 1997년 10월 13일 ~ 1997년 12월 29일 | 매주 월요일 밤 8:30 ~ 밤 9:00   | 30분      |
| iTV       | 1998년 1월 5일 ~ 1998년 4월 13일    | 매주 월요일 밤 9:00 ~ 밤 9:30   | 30분      |
| iTV       | 1998년 4월 20일 ~ 1999년 1월 11일   | 매주 월요일 밤 10:55 ~ 밤 11:25 | 30분      |
| iTV       | 1999년 1월 18일 ~ 1999년 8월 30일   | 매주 월요일 밤 9:30 ~ 밤 10:00  | 30분      |
| iTV       | 1999년 9월 6일 ~ 2000년 6월 12일    | 매주 월요일 밤 11:40 ~ 밤 12:10 | 30분      |
| iTV       | 2000년 9월 25일 ~ 2000년 10월 23일  | 매주 월요일 밤 11:40 ~ 밤 12:10 | 30분      |
| iTV       | 2000년 6월 19일 ~ 2000년 9월 18일   | 매주 월요일 밤 11:55 ~ 밤 12:25 | 30분      |
| iTV       | 2000년 10월 30일 ~ 2001년 1월 29일  | 매주 월요일 밤 10:45 ~ 밤 11:15 | 30분      |
| iTV       | 2001년 2월 5일 ~ 2001년 3월 25일    | 매주 월요일 밤 10:30 ~ 밤 11:00 | 30분      |
| iTV       | 2001년 4월 2일 ~ 2002년 4월 1일     | 매주 월요일 밤 11:20 ~ 밤 11:50 | 30분      |
| iTV       | 2002년 4월 8일 ~ 2002년 5월 27일    | 매주 월요일 밤 10:50 ~ 밤 11:20 | 30분      |
| iTV       | 2002년 7월 1일 ~ 2002년 7월 8일     | 매주 월요일 밤 10:50 ~ 밤 11:20 | 30분      |
| iTV       | 2002년 6월 3일 ~ 2002년 6월 24일    | 매주 월요일 밤 11:00 ~ 밤 11:30 | 30분      |
| iTV       | 2002년 7월 15일 ~ 2002년 10월 28일  | 매주 월요일 밤 10:35 ~ 밤 11:05 | 30분      |
| iTV       | 2002년 11월 4일 ~ 2003년 1월 27일   | 매주 월요일 밤 11:00 ~ 밤 12:00 | 1시간     |
| iTV       | 2003년 2월 3일 ~ 2004년 11월 8일    | 매주 월요일 밤 10:50 ~ 밤 11:50 | 1시간     |

## 참고 사항
- 1997년 4월에 방송된 SBS 《추적 사건과 사람들》에서 경찰 24시 아이템 구성[1]을 편성했으나, 몇달째 정규 편성이 불발되었다가, 동년 10월에 iTV로 넘어갔다.
- 2004년 iTV 파업[2]으로 인해 종영하였다가, 2007년 OBS 경인TV 개국 이후의 1년 반만 《경찰 25시》로 부활 · 변경하였다.

## 같이 보기
- 리얼스토리 실제상황